# King Dunlap
King David Dunlap V, född 14 september 1985, är en amerikansk utövare av amerikansk fotboll (Offensive Tackle) för Philadelphia Eagles i NFL. 
Dunlap spelade High School-fotboll på Brentwood Academy utanför Nashville, Tennessee där han även spelade basket.
Han började på Auburn University 2005 och fortsatte spela både amerikansk fotboll och basket. Hans tre första år på college var mycket framgångsrika, och därför sågs han som en av de mest talangfulla Offensive Tackles i landet. Men Dunlaps sista år på college var misslyckat, och han rasade därför längre ned i Draften 2008, och blev till slut inte vald förrän som 230:e totalt av Eagles.
Dunlap har mest agerat inhoppare, men har gjort flera framgångsrika insatser som starter för Eagles. Bland annat blockerade han ett Field Goal-försök 2011. Men han har lidit av flera långdragna och återkommande skador, och har inte spelat speciellt mycket i början av säsongen 2012. 
Dunlaps pappa, King Dunlap IV, blev draftad av Baltimore Colts (numera Indianapolis Colts) 1969 och han har även en son, King Dunlap VI.